# Amarillo
Amarillo és una ciutat al Comtat de Potter a Texas, Estats Units d'Amèrica, amb 173.627 habitants segons el cens de l'any 2008 i amb una densitat de 746 habitants per km². Amarillo és la ciutat més poblada del comtat, la quinzena ciutat més poblada de l'estat i la 119a ciutat més poblada del país. Es troba a uns 980 quilòmetres per carretera de la capital de Texas, Austin. L'actual alcaldessa és Debra McCartt.